# Sloboda-Seleț (Stanîșivka), Jîtomîr
Sloboda-Seleț (în ucraineană Слобода-Селець) este un sat în comuna Stanîșivka din raionul Jîtomîr, regiunea Jîtomîr, Ucraina.

## Demografie
Componența lingvistică a localității Sloboda-Seleț
     Ucraineană (92,67%)
     Rusă (7,07%)
     Alte limbi (0,13%)
Conform recensământului din 2001, majoritatea populației localității Sloboda-Seleț era vorbitoare de ucraineană (92,67%), existând în minoritate și vorbitori de rusă (7,07%).